# Nederlands kampioenschap shorttrack 2006
Het Nederlands Kampioenschap Shorttrack 2006 werd op 11 en 12 maart gehouden in Heerenveen.
Titelverdedigers waren Cees Juffermans en Liesbeth Mau-Asam. Juffermans raakte na drie achtereenvolgende titels zijn titel kwijt aan Niels Kerstholt. Mau-Asam prolongeerde daarentegen haar titel.
|                    | 1                     | 2                 | 3                      |               |
| ------------------ | --------------------- | ----------------- | ---------------------- | ------------- |
| Heren              | Niels Kerstholt       | Cees Juffermans   | Roderick Oosten        |               |
| Dames              | Liesbeth Mau-Asam     | Annita van Doorn  | Anouk Zoutendijk       |               |
| Jongens Junioren B | Mike Westerman        | Sjinkie Knegt     | Björn Postma           |               |
| Meisjes Junioren B | Jorien ter Mors       | Marleen Pot       | Lisette Brilman        |               |
| Jongens Junioren C | Jan Ebele van der Ree | Koen Hakkenberg   | Gerrit Sikma           |               |
| Meisjes Junioren C | Rosalie Huisman       | Marieke Langhout  | Natasja van Lobenstein |               |
| Aflossing Heren    | Gewest Zuid-Holland   | Gewest Overijssel | YV Zoetermeer          |               |
| Aflossing Dames    | Niet verreden         | Niet verreden     | Niet verreden          | Niet verreden |